# Daniel-Henri Druey
Daniel-Henri Druey, plus connu sous sa version simplifiée Henri Druey, est un homme politique, avocat et journaliste suisse, né le 12 avril 1799 à Faoug, mort le 29 mars 1855. Membre du Parti radical-démocratique, il est conseiller fédéral de 1848 à 1855.

## Biographie

### École et études
Daniel-Henri Druey naît le 12 avril 1799 à Faoug, dont il est bourgeois, et où son père tient une auberge, le relais de la Poste. Il a 5 frères et sœurs. Il fréquente l'école primaire dans son village puis à Morat et dans une école privée d'Avenches avant de rejoindre l'Institut Loder de Berne. Il est engagé à la fin de sa scolarité comme clerc chez le notaire Briod à Lucens.
En 1818, Druey suit les cours de l'Académie de Lausanne. Licencié en droit en 1820, il part en septembre pour l'Allemagne. Il restera un semestre à la Faculté de droit de l'université de Tübingen, avant d'étudier l'archéologie et le droit romain à Heidelberg dès avril 1821. Il se rend ensuite à Göttingen en 1822 puis à Berlin de novembre 1823 à octobre 1824. Il y devient l'élève de Friedrich Hegel, qui lui donnera ses idées politiques.
Il revient d'Allemagne en été 1824 avant de repartir pour Paris en octobre, afin de suivre des cours à l'université. Il entre alors en relation avec des personnalités du monde littéraire et du journalisme et rencontre le naturaliste Alexander von Humboldt, Metternich, Chateaubriand et Benjamin Constant. En 1825, il parcourt l'Angleterre et travaille dans l'étude d'un juriste londonien. Il quitte Londres en décembre 1825, repasse trois mois à Paris et rentre à Lausanne en avril 1826. Il entreprend alors un stage dans l'étude de l'avocat Jean Mandrot.

### Élection au Grand Conseil, au Tribunal d'appel et au Conseil d'État
Encore stagiaire, il est élu par le Cercle de Grandcour comme député lors du renouvellement partiel du Grand Conseil, en avril 1828.
Avocat dès le mois d'août, Druey ouvre une étude à Moudon. Il y fait la connaissance de Caroline Burnand, qu'il épouse le 16 juillet 1830 à Villarzel. Elle mourra le 22 août 1842, à l'âge de 37 ans.
Le 7 mai 1830, il est élu juge au tribunal d'appel. Le tribunal étant situé à Lausanne, il s'installe dans la capitale vaudoise. En décembre 1830, une pétition demande une assemblée constituante et il devient secrétaire de la commission chargée de préparer le projet de Constitution vaudoise. Celle-ci sera adoptée par le peuple en juin 1831. Membre du nouveau Grand Conseil élu en juillet, il est nommé au Conseil d'État en août. Représentant du parti conservateur, il co-assume la direction du Département militaire. Il préside en outre le Conseil de santé jusqu'en 1845.
Avec Charles Monnard, il représente pour la première fois en 1832 le canton de Vaud à la Diète fédérale. Il y siège également en 1839, 1841, 1845, 1846 et 1847.
Les idées politiques de Druey évoluent. Il se désolidarise progressivement du reste du Conseil d'État libéral, et s'affirme comme le meneur de l'aile gauche du Parti libéral, qui deviendra le Parti radical-démocratique, en préconisant la souveraineté populaire intégrale et l'opposition à la classe aristocratique et religieuse. Il demande que les débats du Grand Conseil et du Conseil d'État soient rendus publics et propose de plus le vote des femmes en matière ecclésiastique, la nomination des officiers par la troupe et les élections le dimanche pour que les travailleurs puissent y prendre part. Ses adversaires le traitent de socialiste, voire de communiste.
En 1836, six cercles l'élisent aux élections générales du Grand Conseil. Il préside le Comité central de la Société suisse des carabiniers et le Comité d'organisation du Tir fédéral. Sa popularité croît. Il mène en parallèle une carrière de journaliste militant et écrit régulièrement dès 1832 dans le Nouvelliste vaudois. Après le départ de Charles Monnard du journal en 1833, il en fait sa tribune personnelle et en devient le directeur en 1836.

## Révolution radicale de 1845
Le 14 décembre 1839, la nouvelle loi d'organisation ecclésiastique, qui supprime la confession de foi helvétique et subordonne l'Église à l'État, selon le vœu de Druey, annonce une crise religieuse. En 1841, le Parti radical est bien représenté au Grand Conseil et le Cercle de lausanne réélit Druey. Il prend officiellement parti contre le Sonderbund des cantons catholiques. Il est un membre influent de l'Association patriotique, fondée par les chefs radicaux en 1844, pour demander au Grand Conseil que ses représentants à la Diète fédérale votent l'expulsion des Jésuites. Entraînée par Druey et Louis-Henri Delarageaz, l'opposition radicale organise des assemblées populaires. Malgré tout, le 13 février 1845, le Grand Conseil, au nom de la liberté religieuse et de la souveraineté cantonale, refuse l'expulsion des Jésuites de Lucerne, demandée par une pétition riche de 32 000 signatures. Dans la nuit du 13 au 14 février 1845, alors que Druey s'engage dans une assemblée à soutenir les pétitionnaires contre les catholiques, les révolutionnaires entrent dans Lausanne. Le Conseil d'État libéral cède. Druey, qui a donné sa démission, annonce que le gouvernement abandonne ses fonctions. Un gouvernement provisoire est formé. Druey en prend la direction le 15 février. Il fait voter sur la place de la Riponne, devant des milliers de Vaudois, la dissolution du Grand Conseil.
Le nouveau Conseil d'État, élu le 3 mars 1845, est entièrement radical. Druey en est le président. L'assemblée vote une nouvelle constitution, sur laquelle Druey travaille activement. Les libertés religieuses et d'association qu'il a défendues auparavant n'y sont pas garanties. Vu les réactions importantes que ces dispositions suscitent, notamment dans les milieux ecclésiastiques et intellectuels, Henri Druey demande aux pasteurs de lire le dimanche 3 août une proclamation engageant les électeurs à accepter la Constitution. Une quarantaine d'entre eux refusent que l'État s'immisce ainsi dans l'Église. Le texte est malgré tout soutenu par le doyen Louis-Auguste Curtat. La Constitution est acceptée le 10 août 1845.
Il devient par la suite un membre influent de la commission chargée d'élaborer la nouvelle Constitution fédérale de 1848. Il en est le rapporteur francophone à la Diète.

## Élection au Conseil fédéral
Le 16 novembre 1848, il est élu membre et vice-président[réf. nécessaire] du 1er Conseil fédéral. Il démissionne donc pour la fin de l'année du Conseil d'État, où il aura siégé 17 ans. Il assurera la présidence de la Confédération en 1850.

### Départements
- 1848-1849 : Département de justice et police
- 1850 : Politique et présidence de la Confédération
- 1851 : Département des finances
- 1852 : Département de justice et police
- 1853-1855 : Département des finances

## Fin de vie
Dans la nuit du 17 au 18 mars 1855, il a un accident vasculaire cérébral et perd l'usage de la parole. Il meurt le 29 mars 1855. Il est enseveli le 2 avril au cimetière de Faoug, où un monument a été élevé à sa mémoire.
Franc-maçon, il est membre de la loge Espérance et Cordialité de Lausanne, appartenant à la Grande Loge suisse Alpina.

## Toponyme
Lausanne possède une avenue Henri-Druey, allant de la rue de la Pontaise au chemin des Grandes-Roches, sur décision municipale de 1898, à la demande des Amis de la Pontaise.